# Municipio de Alpha
El municipio de Alpha (en inglés: Alpha Township) es un municipio ubicado en el condado de Hand en el estado estadounidense de Dakota del Sur. En el año 2010 tenía una población de 51 habitantes y una densidad poblacional de 0,55 personas por km².

## Geografía
El municipio de Alpha se encuentra ubicado en las coordenadas 44°35′24″N 99°0′31″O / 44.59000, -99.00861. Según la Oficina del Censo de los Estados Unidos, el municipio tiene una superficie total de 93.23 km², de la cual 93,21 km² corresponden a tierra firme y (0,02 %) 0,02 km² es agua.

## Demografía
Según el censo de 2010, había 51 personas residiendo en el municipio de Alpha. La densidad de población era de 0,55 hab./km². De los 51 habitantes, el municipio de Alpha estaba compuesto por el 100 % blancos. Del total de la población el 0 % eran hispanos o latinos de cualquier raza.